# Physochlaina orientalis

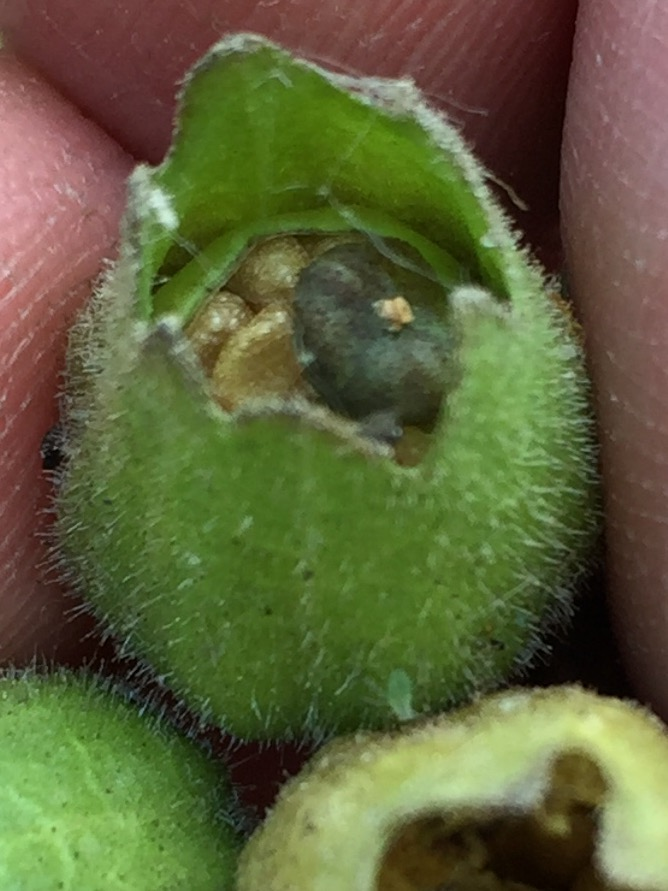
Deckelkapsel mit anhaftendem Kelch von Physochlaina orientalis

Physochlaina orientalis ist eine Pflanzenart aus der Gattung der Physochlaina in der Familie der Nachtschattengewächse (Solanaceae). Die Art kommt auf dem Balkan und in Asien vor.

## Beschreibung
Physochlaina orientalis ist eine ausdauernde Pflanze. Sie bildet einen aufsteigenden Wurzelstock, der unregelmäßig verdickt ist und einen Durchmesser von 1 cm erreichen kann. Die wenigen Stängel wachsen aufrecht und werden bis zu 60 cm hoch. Die Behaarung der Pflanze besteht aus drüsigen Trichomen, die zur Spitze dichter werden und besonders an den Blütenstandsstielen und den Blütenkelchen sehr auffällig sind. Die Laubblätter werden bis zu 11 cm lang und 5,5 cm breit. Sie sind dunkelgrün gefärbt, ganzrandig oder manchmal gewellt, nach vorn hin sind sie gekräuselt, spitz zulaufend. Die Form der Blattspreite ist langgestreckt dreieckig-eiförmig, die Basis ist herzförmig-keilförmig und zum Blattstiel her verjüngt.
Die Blütenstände stehen endständig und sind fast doldenförmig. Die Blüten stehen an kurzen Blütenstielen, die bis zu 0,5 cm lang werden. Der Kelch wird bis zu 0,8 cm lang und ist mit fünf schwach ausgeprägten Zähnen besetzt, die in etwa ein Drittel der Länge des Kelchs besitzen. An der Frucht vergrößert sich der Kelch auf das Doppelte oder sogar mehr, auch Kelchschlund und die Kelchzähne vergrößern sich und werden lederig. Der Kelch nimmt eine nahezu zylindrische Form an, auf der zehn längs gerichtete Adern zu erkennen sind, die Behaarung des Kelchs ist meist beständig. Zur Blütezeit ist die Krone etwas doppelt so lang wie der Kelch, sie ist violett gefärbt und besitzt eine weiße Basis. Sie ist mit fünf Kronlappen besetzt und röhrenförmig-glockenförmig. Die Staubblätter sind an der Basis behaart, sie sind etwa genauso lang wie die Krone. Der violett gefärbte Griffel steht über die Krone hinaus und besitzt eine köpfchenförmige Narbe.
Die Früchte sind kugelförmige Deckelkapsel, die bis zu 0,9 bis 1 cm im Durchmesser erreichen. Sie besitzen einen kaum wahrnehmbaren, zur Reife abfallenden Deckel, auf dem die Basis des Griffels beständig ist. Sie sind vom beständigen und spitzzipfligen Kelch umschlossen. Die Samen sind hell gelb und kreisförmig-elliptisch gepunktet.
Die Blütezeit reicht von April bis Mai.

## Standorte und Verbreitung
Die Standorte von Physochlaina orientalis liegen in den Bergen an steinigen Hängen und reichen bis in die subalpine Zone in Höhen bis 2200 m. Die Verbreitung reicht von den Balkanstaaten bis nach Kleinasien und Kleinarmenien.